# Schillergymnasium Münster
Das Schillergymnasium ist ein Gymnasium in der westfälischen Stadt Münster mit rund 800 Schülern. Es war zu seiner Gründung das erste staatliche evangelische Gymnasium für Jungen innerhalb der Stadt.

## Geschichte
Das Schillergymnasium wurde am 26. April 1900 als königliches Progymnasium in Münster eröffnet. Als Schulgebäude diente das alte Gebäude des Gymnasium Paulinum. Als Fächer wurden Latein ab der Sexta, Französisch ab der Quarta und Griechisch ab der Untertertia angeboten. Im Jahre 1903 folgte die Genehmigung für ein Vollgymnasium, dessen Anerkennung 1906. Zuvor kam im Jahr 1905 mit Englisch ab der Untertertia eine weitere Fremdsprache hinzu. Im darauffolgenden Jahr erhielt das Gymnasium den Namen Schillergymnasium und bezog sein eigenes Schulgebäude an der Gertrudenstraße im Kreuzviertel. Bis 1918 wurde es als „Königliches Schillergymnasium“ geführt, danach bis 1933 und im Jahre 1945 als „Staatliches Schillergymnasium“. Auch nach der Machtübernahme durch die Nationalsozialisten im Jahre 1933 konnte die Schule unter der Leitung von Wilhelm Steffens den Status einer humanistischen Schule behalten und ging nicht in eine deutsche Oberschule auf.
Aufgrund der Kriegswirren im Zweiten Weltkrieg wurden die beiden staatlichen Gymnasien in Münster, das Schillergymnasium und das Gymnasium Paulinum, im Jahre 1943 vereinigt. Etwa 400 Schüler beider Systeme konnten durch  rechtzeitige Evakuierung an den Tegernsee bei fortlaufendem Unterricht vor der Bombardierung Münsters bewahrt werden. Die Vereinigung als Staatliches Paulinum und Schillergymnasium sollte nach dem Krieg bis in das Jahr 1954 fortbestehen. Zuvor wurde das Schillergymnasium im Jahre 1952 etatmäßig bereits wieder selbständig und war bis ins Jahr 1967 das erste und einzige koedukative Gymnasium in Münster, das Mädchen aufnahm. Nach der Trennung der beiden Gymnasien wurde das Gymnasium bis ins Jahr 1974 als Staatliches Schillergymnasium weitergeführt. In diesem Jahr übernahm die Stadt Münster das Gymnasium, und es folgte die Umwandlung in das „Städtische Schillergymnasium“. Seit dem Jahr 1991 existierte in der Oberstufe eine Kooperation mit dem Freiherr-vom-Stein-Gymnasium, die zum Beginn des Schuljahres 2006/07 bedingt durch den Umzug des Freiherr-vom-Stein-Gymnasiums auslief. Erst seit dem Jahre 1993 ist es möglich, Englisch als erste Fremdsprache zu wählen. Bis dato war Latein stets die erste gelehrte Fremdsprache am Schillergymnasium.

## Öffentlichkeitsarbeit
Am Schillergymnasium existieren zwei Fördervereine. Der Verein der Ehemaligen und Freunde des Schillergymnasiums in Münster e. V. fördert hierbei das allgemeine Schulleben und verwaltet zeitgleich die Hans-Kuhrau-Stiftung, welche Studienfahrten nach Griechenland beziehungsweise Rom mit finanziellen Mitteln für die Schüler unterstützt. Ins Leben gerufen wurde die Hans-Kuhrau-Stiftung vom ehemaligen Altphilologen Hans Kurau.
Im Jahr 2005 wurde von einer Gruppe aus Schülern und Lehrern der Verein Solar Net International gegründet.2011 folgte die Umbenennung in den aktuellen Namen The Global Experience.

## Alumni
- Detlef Cauer (1889–1918), Mathematiker
- Friedrich Krefter (1898–1995), Architekt und Archäologe
- Walter Erman (1904–1982), Rechtswissenschaftler
- Wilhelm Berger (1895–1938), Mediziner und Hochschullehrer
- Karl Wolff (1904–1993),  Landrat
- Erich Benecke (1907–1955), Pathologe und Hochschullehrer
- Friedrich Wilhelm Hymmen (1913–1995), Schriftsteller und Redakteur
- Walter Lipgens (1925–1984), Historiker
- Ludwig Gerhardt (* 1938), Afrikanist
- Jürgen Debus (* 1939), Politiker
- Blinky Palermo (ursprünglich Peter Heisterkamp; 1943–1977) Maler, Environment- und Objektkünstler
- Henning Ritter (1943–2013), Journalist, Schriftsteller und Übersetzer
- Gerd Böckmann (* 1944), Schauspieler
- Rüdiger vom Bruch (1944–2017),  Neuzeithistoriker
- Wolf Dieter Enkelmann (1955–2022), Philosoph
- Hans-Eckhard Sommer  (* 1961), Jurist
- Harry Harun Behr (* 1962), Erziehungswissenschaftler
- Lioba Baving (* 1965), Psychologin
- Georg Nikolaus Garlichs (* 1965), Ökonom
- Michael Brecht (* 1967), Neurobiologe
- Andreas Raub (* 1967), Künstler
- Henry Wahlig (* 1980), Sporthistoriker
- Josepha Walter (* 1996), Schauspielerin und Synchronsprecherin